# Vicq (Nord)
Vicq település Franciaországban, Nord megyében. Lakosainak száma 1472 fő (2022. január 1.). Vicq Quarouble, Fresnes-sur-Escaut és Onnaing községekkel határos.

## Népesség
A település népessége az elmúlt években az alábbi módon változott:
| Lakosok száma | 1474 | 1499 | 1527 | 1492 | 1478 | 1464 | 1465 | 1473 | 1472 |
|               | 2013 | 2015 | 2016 | 2017 | 2018 | 2019 | 2020 | 2021 | 2022 |